# Dicamptus fuscicornis
Dicamptus fuscicornis là một loài tò vò trong họ Ichneumonidae.